# Eucrosia
Eucrosia, rod južnoameričkog bilja iz porodice zvanikovki smješten u tribus Eucharideae, nekada u  Stenomesseae. Postoji osam priznatih vrsta lukovičastih geofita autohtonih u Ekvadoru i Peruu.
Tipična je vrsta Eucrosia bicolor, opisana 1817.

## Vrste
1. Eucrosia aurantiaca (Baker) Pax
2. Eucrosia bicolor Ker Gawl.
3. Eucrosia calendulina Meerow & Sagást.
4. Eucrosia dodsonii Meerow & Dehgan
5. Eucrosia eucrosioides (Herb.) Pax
6. Eucrosia mirabilis (Baker) Pax
7. Eucrosia stricklandii (Baker) Meerow
8. Eucrosia tubiflora Meerow